# Смирнов, Михаил Анатольевич
Михаи́л Анато́льевич Смирно́в (16 декабря 1912, д. Летово, Вологодская губерния — 29 апреля 1987 г.Пермь) — советский партийный, государственный деятель, первый секретарь Пермского сельского обкома КПСС (1963—1964), председатель Пермского облисполкома (1962).

## Биография
Окончил Пермский сельскохозяйственный институт. Член ВКП(б) с 1940 г.
- 1940—1948 гг. — старший агроном, директор машинно-тракторной станции,
- 1948—1950 гг. — первый секретарь Покровского районного комитета ВКП(б) (Свердловская область),
- 1950—1955 гг. — заместитель председателя Исполнительного комитета Свердловского областного Совета,
- 1955—1962 гг. — секретарь Свердловского областного комитета КПСС,
- март-декабрь 1962 г. — председатель Исполнительного комитета Пермского областного Совета,
- 1962—1963 гг. — председатель Организационного бюро Пермского областного комитета КПСС по сельскохозяйственному производству,
- 1963—1964 гг. — первый секретарь Пермского сельского областного комитета КПСС,
- 1964—1974 гг. — второй секретарь Пермского областного комитета КПСС.

Депутат Верховного Совета СССР 6 созыва (1962—1966), Верховного Совета РСФСР VII—VIII созывов (1967—1975); делегат XX, XXIII и XXIV съездов КПСС.

## Награды
- орден «Знак Почёта» (1947)
- орден Ленина (1959)
- два ордена Трудового Красного Знамени (1962, 1966)
- орден Октябрьской Революции (1971)[1].